# Klisura (Bułgaria)
Klisura (bułg. Клисура) – wieś w Bułgarii; 100 mieszkańców (2010).